# N-Méthylarginine
La N-méthyl-L-arginine est un dérivé méthylé de l'arginine, un acide aminé protéinogène. On trouve naturellement des résidus de méthylarginine dans les protéines méthylées, notamment dans les histones.
Il s'agit d'un inhibiteur de l'oxyde nitrique synthase et elle est utilisée pour en étudier les fonctions physiologiques. Elle présente un effet inhibiteur sur la vasodilatation, plus faible chez les patients hypertendus que chez les personnes saines. Cet effet décline avec l'âge mais peut être partiellement restauré avec la vitamine C chez les patients les moins âgés.